# FK Velež
FK Velež Mostar is een voetbalclub, opgericht op 26 juni 1922 in Mostar (Bosnië en Herzegovina).

## Geschiedenis
Aanvankelijk speelde Velež voornamelijk tegen lokale teams, maar ook af en toe tegen teams uit andere steden. In het jaar 1924 werd Velež finalist in het Olympische toernooi in Mostar. In het jaar 1935 behoorde Velež tot een van de beste teams in Bosnië en Herzegovina. In een korte periode tijdens de Tweede Wereldoorlog was de club niet actief. Velež-fans betoonden zich harde tegenstanders van het fascisme en het regime van Adolf Hitler. In 1945 werden de activiteiten in en rondom Velež hervat. In 1952 behoorde Velež tot de elite van toenmalige Joegoslavië. De eerste wedstrijd speelde Velež in 1952 tegen Rode Ster Belgrado. In het daaropvolgende jaar degradeerde Velež naar de divisie lager. In het seizoen 1955/1956 promoveerde Velež en speelt weer op het hoogste niveau. Velež deed mee op het hoogste niveau tot in 1992 de oorlog uitbrak in Joegoslavië.
De beste prestaties leverde Velež in de volgende seizoenen: 1972/1973, 1973/1974 en 1987/1988. In die seizoenen eindigde Velež steevast als tweede. In het seizoen 1973/74 zag Velež zelfs het landskampioenschap aan zich voorbijgaan door een lager doelsaldo.
Velež deed ook vier keer mee aan de finale van de Joegoslavische cup. Twee keer werd deze beroemde beker gewonnen. De eerste keer voor Velež was in 1981 toen het Zeljeznicar uit Sarajevo verslagen met 3-2. Dit gebeurde onder de leiding van trainer Milos Milutinovic. Dragan Okuka (één doelpunt) en Vahid Halilhodzic (twee doelpunten) waren de doelpuntenmakers in deze bekerfinale. Vijf jaar was Velež weer de grote winnaar van deze cup. In de maand mei van 1986 versloeg Velež, onder leiding van Dušan Bajević, Dinamo Zagreb met 3-1. De volgende spelers speelden namens Velež mee in de bekerfinale: Vukasin Petranovic, Drazenko Prskalo, Goran Juric, Nenad Bijedic (twee doelpunten), Vladimir Matijevic (kapitein), Ismet Sisic, Sead Kajtaz, Vladimir Skocajic, Predrag Juric (1 doelpunt), Anel Karabeg, Vladimir Gudelj en Semir Tuce. In de jaren 1958 en 1989 speelde Velež ook mee in de finale maar trok aan het kortste eind.
Velež heeft ook zes keer meegedaan op Europees niveau: viermaal mocht de club aantreden in de Uefa Cup en tweemaal voor de Uefa-beker. De beste prestatie van Velež was in 1975. Toen bereikte de club de kwartfinale, waarin het werd uitgeschakeld door FC Twente. In Mostar won Velež 1-0 en in Enschede werd het 2-0 voor Twente. De beslissende goal werd in blessuretijd gemaakt. De volgende spelers waren destijds onderdeel van Velež: Slobodan Mrgan, Miomir Meter, Dzemal Hadziabdic, Marko Colic, Boro Primorac, Vladimir Pecelj, Jadranko Topic, Vahid Halilhodzic, Dusko Bajevic, Franjo Vladic, Momcilo Vukoje, Slavko Njegus, Mirsad Mulahasanovic, Dubravko Ledic, Marijan Kvesic, Milidrag Hodzic, Dragan Okuka, Ahmed Glavovic. De ploeg werd geleid door Sulejman Sule Repac. In het jaar 1988 kwam Velež niet verder dan de achtste finale van de Uefacup.
Velež staat bekend om zijn aanhang bijgenaamd Red Army, zijn aanvallende spel en grote talenten die uit de eigen opleiding voortkwamen. Enkele ex-spelers van Velež schopten het later tot de Joegoslavische of het Bosnische nationale team. Een aantal van die namen zijn: Enver Maric (Hertha Berlijn), Boro Primorac (Arsenal), Dzemal Hadziabdic, Blaz Sliskovic (Coach van Bosnië & Herzegovina), Vladimir Matijevic, Ivica Barbaric, Sead Kajtaz, Muhamed Mujic, Dusko Bajevic (Olympiakos, AEK, Rode Ster), Franjo Vladic, Vahid Halihodzic (Lille, PSG), Predrag Juric, Semir Tuce, Meho Kodro (Barcelona, Tenerife), Hasan Salihamidžić (Bayern München, Juventus), Sergej Barbarez (HSV) en Adnan Čustović (Gent, Beerschot). Enkele van deze oud-spelers zijn nu coaches bij bekende clubs in Europa.

## Erelijst
- Beker van Joegoslavië

Winnaar : 1981, 1986
Finalist : 1958, 1989
- Beker van Bosnië-Herzegovina

Winnaar : 2022
Finalist : 2023
- Mitropacup

Finalist : 1976

## Velež in Europa
Uitslagen vanuit gezichtspunt FK Velež
| Seizoen | Competitie               | Ronde        | Land                                    | Club                  | Totaalscore  | 1e W    | 2e W       | PUC  |
| ------- | ------------------------ | ------------ | --------------------------------------- | --------------------- | ------------ | ------- | ---------- | ---- |
| 1960    | Mitropacup               | Groep        | Vlag van Italië                         | US Alessandria        | 6-2          | 4-1 (T) | 2-1 (U)    | 0.0  |
| 1973/74 | UEFA Cup                 | 1R           | Vlag van Tsjechië                       | TJ Tatran Prešov      | 3-5          | 2-4 (U) | 1-1 (T)    | 1.0  |
| 1974/75 | UEFA Cup                 | 1R           | Vlag van Sovjet-Unie                    | Spartak Moskou        | 3-3 u        | 1-3 (U) | 2-0 (T)    | 10.0 |
|         |                          | 2R           | Vlag van Oostenrijk                     | SK Rapid Wien         | 2-1          | 1-1 (U) | 1-0 (T)    | 10.0 |
|         |                          | 1/8          | Vlag van Engeland                       | Derby County FC       | 5-4          | 1-3 (U) | 4-1 (T)    | 10.0 |
|         |                          | 1/4          | Vlag van Nederland                      | FC Twente             | 1-2          | 1-0 (T) | 0-2 (U)    | 10.0 |
| 1976    | Mitropacup               | Groep B      | Vlag van Oostenrijk                     | Austria/WAC Wien      | 3-2          | 2-0 (T) | 1-2 (U)    | 0.0  |
|         |                          | Groep B (1e) | Vlag van Italië                         | AC Perugia            | 4-2          | 4-2 (U) | 0-0 (T)    | 0.0  |
|         |                          | F            | Vlag van Oostenrijk                     | SSW Innsbruck         | 2-6          | 1-3 (U) | 1-3 (T)    | 0.0  |
| 1981/82 | Europacup II             | 1R           | Vlag van Luxemburg                      | Jeunesse d'Esch       | 7-2          | 1-1 (U) | 6-1 (T)    | 5.0  |
|         |                          | 1/8          | Vlag van Duitse Democratische Republiek | Lokomotive Leipzig    | 2-2 (0-3 ns) | 1-1 (U) | 1-1 nv (T) | 5.0  |
| 1986/87 | Europacup II             | 1R           | Vlag van Hongarije                      | Vasas SC Boedapest    | 5-4          | 2-2 (U) | 3-2 (T)    | 5.0  |
|         |                          | 1/8          | Vlag van Bulgarije (1971-1990)          | Vitosha Sofia         | 4-5          | 0-2 (U) | 4-3 (T)    | 5.0  |
| 1987/88 | UEFA Cup                 | 1R           | Vlag van Zwitserland                    | FC Sion               | 5-3          | 5-0 (T) | 0-3 (U)    | 4.0  |
|         |                          | 2R           | Vlag van Duitsland                      | Borussia Dortmund     | 2-3          | 0-2 (U) | 2-1 (T)    | 4.0  |
| 1988/89 | UEFA Cup                 | 1R           | Vlag van Cyprus                         | APOEL Nicosia         | 6-2          | 1-0 (T) | 5-2 (U)    | 8.0  |
|         |                          | 2R           | Vlag van Portugal                       | CF Belenenses         | 0-0 (4-3 ns) | 0-0 (T) | 0-0 nv (U) | 8.0  |
|         |                          | 1/8          | Vlag van Schotland                      | Heart of Midlothian   | 2-4          | 0-3 (U) | 2-1 (T)    | 8.0  |
| 2021/22 | Europa Conference League | 1Q           | Vlag van Noord-Ierland                  | Coleraine FC          | 4-2          | 2-1 (T) | 2-1 (U)    | 3.5  |
|         |                          | 2Q           | Vlag van Griekenland                    | AEK Athene            | 2-2 (3-2 ns) | 2-1 (T) | 0-1 nv (U) | 3.5  |
|         |                          | 3Q           | Vlag van Zweden                         | IF Elfsborg           | 2-5          | 1-1 (U) | 1-4 (T)    | 3.5  |
| 2022/23 | Europa Conference League | 2Q           | Vlag van Malta                          | Ħamrun Spartans       | 0-2          | 0-1 (T) | 0-1 (U)    | 0.0  |
| 2024/25 | Europa Conference League | 1Q           | Vlag van Andorra                        | Inter Club d'Escaldes | 2-6          | 1-1 (T) | 1-5 (U)    | 0.5  |

Totaal aantal punten voor UEFA coëfficiënten: 37.0
Zie ook
- Deelnemers UEFA-toernooien Joegoslavië
- Deelnemers UEFA-toernooien Bosnië en Herzegovina
- Ranglijst van alle clubs die in de diverse Europa Cups zijn uitgekomen

## Bekende (oud-)spelers
- Sergej Barbarez
- Adnan Čustović
- Darije Kalezić
- Meho Kodro
- Sanjin Pintul
- Marino Pusic
- Hasan Salihamidžić